# Gemini II
A Gemini II foi a segunda missão do Projeto Gemini, realizada em 19 de janeiro de 1965. Embora não tenha sido tripulada, a missão teve grande importância, pois seu principal objetivo foi testar o escudo de calor da cápsula durante a reentrada na atmosfera, um passo crucial para o sucesso das futuras missões espaciais tripuladas. Foi um voo suborbital de curta duração, que atingiu a altitude de 171 km, fora da atmosfera terrestre. A missão foi bem-sucedida, cumprindo seus objetivos essenciais, apesar de algumas falhas técnicas menores.
A cápsula foi recuperada com sucesso após a missão e posteriormente reutilizada em outro voo, mostrando a versatilidade e a importância das tecnologias testadas. A missão foi suportada por uma equipe de 6.562 pessoas e contou com o apoio de 16 navios e 67 aeronaves, refletindo o grande envolvimento de recursos para garantir seu sucesso.

## Missão

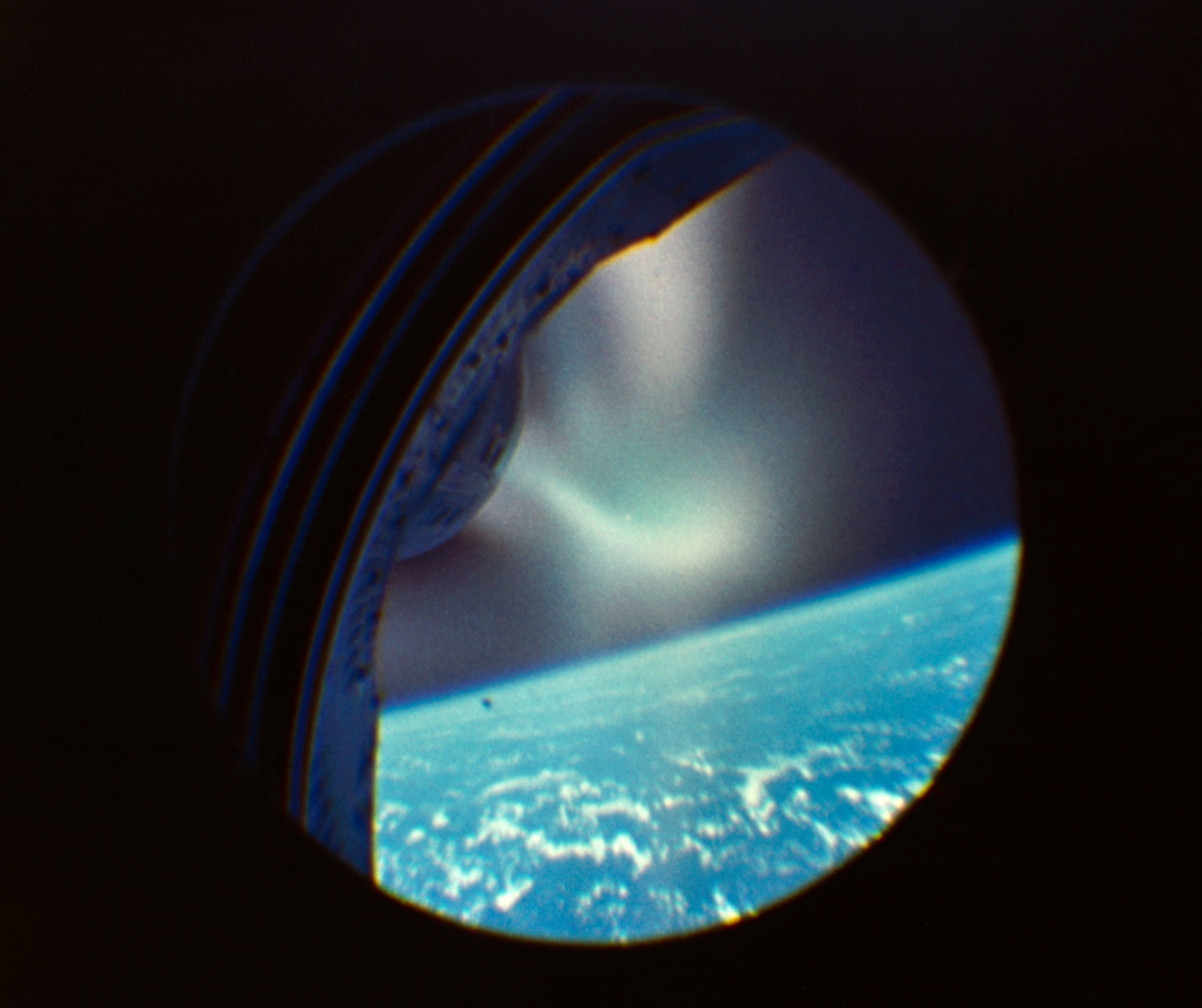
A reentrada da Gemini II, vista por uma câmera automática de bordo.

Adiada por três vezes no segundo semestre de 1964, primeiro pela passagem de dois furacões pela Flórida e depois por problemas técnicos na pressão hidráulica do foguete lançador Titan II, a Gemini II foi finalmente lançada em 19 de janeiro de 1965, para um voo suborbital de apenas 18 minutos, a fim de que o escudo protetor de calor da cápsula espacial pudesse ser testado na reentrada da atmosfera.
A nave fez um arco balístico sobre o Oceano Atlântico, chegando a 171 km de altura, fora da atmosfera, conduzida por uma sequência automática de controles e procedimentos a bordo. A missão teve os objetivos cumpridos, apenas com algumas falhas nas células de energia e no sistema de resfriamento automático. Apesar disso, seu rendimento foi considerado excelente pela NASA, com o escudo protetor e os retrofoguetes de reentrada funcionando da maneira esperada.
A missão foi apoiada por efetivos do Departamento de Defesa, num total de 6.562 pessoas, 16 navios e 67 aeronaves. Foi a única cápsula espacial antes dos ônibus espaciais, em 1981, a ir duas vezes ao espaço. Em 1966, após ser recuperada e reciclada, voltou o espaço num voo teste militar, para o programa do laboratório espacial da Força Aérea dos Estados Unidos.